# Тейтельбаум, Ханина Янкелевич
Хани́на Я́нкелевич (Яковлевич) Тейтельба́ум (1915 — 2002) — инженер, преподаватель, изобретатель, учёный.

## Биография
Родился в 1915 году в Тамбове. Окончил Харьковский еврейский машиностроительный техникум в 1933 году и ХММИ (факультет транспортного машиностроения).
Работал инженером-чертежником на ХПЗ, затем конструктором на ХТЗ имени С. Орджоникидзе, в июле 1941 года переведён на Сталинградский тракторный, впоследствии эвакуирован в Рубцовск на Алтайский тракторный завод, где прошёл путь от начальника бюро до заместителя главного конструктора.
Один из создателей и преподаватель Рубцовского вечернего филиала Алтайского института сельскохозяйственного машиностроения, один из первых сотрудников АНИТИМ, в котором работал начальником отдела нестандартного оборудования для механизации и автоматизации производственных процессов.
Обладатель нескольких патентов на изобретения в области транспортного машиностроения.

## Награды и премии
- Медаль «За доблестный труд в Великой Отечественной войне 1941-1945 гг.»
- Сталинская премия второй степени (1950) — за разработку конструкции и промышленное освоение с/х дизельного трактора[4][8].